# Ludwig Neelmeyer

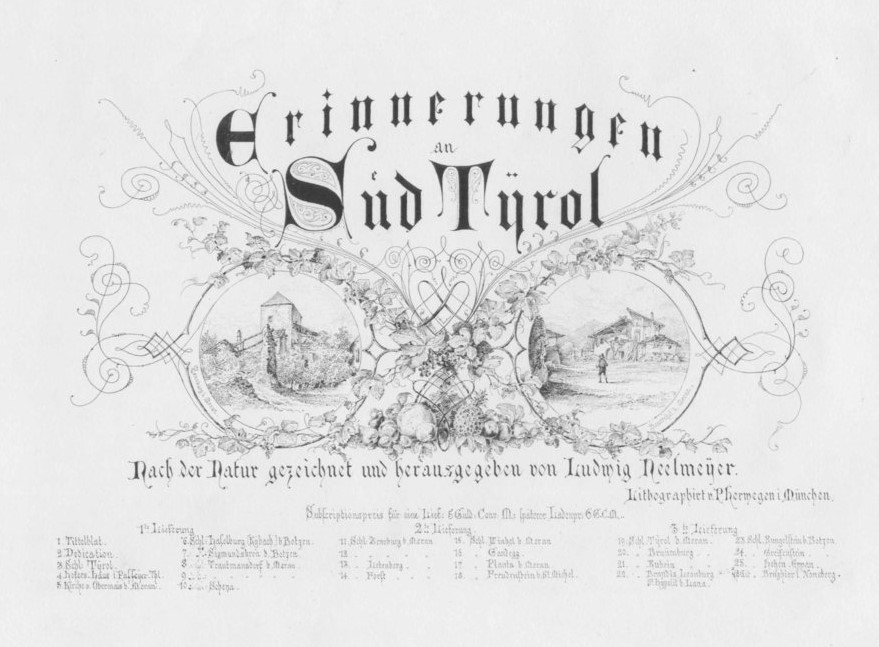
Titelblatt von Ludwig Neelmeyers und Peter Herwegens Erinnerungen an Süd-Tyrol von ca. 1870, mit Motiven aus dem Bozner und Meraner Raum

Ludwig Neelmeyer (* 27. Januar 1814 in Osnabrück; † 12. März 1870 in Gries bei Bozen, (Südtirol)) war ein Maler der Romantik.
Hauptmotive seines Schaffens waren Landschaften, die er sowohl zeichnete als auch in Öl malte.
In München ausgebildet, arbeitete Neelmeyer zunächst in Mailand, u. a. als Kunstlehrer der Kinder des Erzherzogs Rainer. Als dieser 1848 seine Residenz nach Bozen verlegte, folgte ihm Neelmeyer und wirkte dort bis zu seiner Erblindung im Alter von 40 Jahren.
Bilder von Neelmeyer hängen zum Beispiel im Städtischen Museum Bozen und im Ferdinandeum in Innsbruck.

## Werke (Auswahl)
- Blick über weite Wiesen auf Kloster Schledorf am Kochelsee, 1840
- Schloß Sigmundskron an der Etsch in Südtirol, 1849
- Alpensee mit Chalet und Ziegenhirt, 1850